# Brent Lepistu
Brent Lepistu (Tallinn, 26 marzo 1993) è un calciatore estone, centrocampista del Levadia Tallinn.

## Carriera

### Club
Lepistu ha cominciato la sua carriera con la maglia del Flora Tallinn. Ha giocato per la squadra riserve del club, militante in Esiliiga. Ha debuttato in Meistriliiga in data 21 maggio 2013, quando ha sostituito Reio Laabus nel 6-0 inflitto al Kuressaare. Il 26 ottobre dello stesso anno ha trovato la prima rete nella massima divisione locale, sempre contro il Kuressaare, contribuendo alla vittoria della sua squadra per 4-0.
Il 28 giugno 2016 ha effettuato il debutto nelle competizioni europee per club: è subentrato a Mihkel Ainsalu nella vittoria per 2-1 sui Lincoln Red Imps.
È rimasto in squadra fino al termine della stagione 2017, contribuendo alle vittorie di due edizioni della coppa nazionale (2012-2013 e 2015-2016), due supercoppe (2014 e 2016) e due campionati (2015 e 2017).
Il 20 dicembre 2017, i norvegesi del Kristiansund hanno reso noto l'ingaggio di Lepistu, al termine di un periodo di prova: il giocatore si è legato al nuovo club con un contratto valido fino al 30 giugno 2020.
Il 31 luglio 2019 è passato ai finlandesi del Lahti.
Il 16 giugno 2020 ha fatto ritorno in patria, per militare nelle file del Levadia Tallinn.

### Nazionale
A livello giovanile, Lepistu ha rappresentato l'Estonia under 17, Under-18, Under-19, Under-21 e Under-23.
Il 27 dicembre 2014 è arrivato invece il debutto in Nazionale maggiore, quando è stato schierato titolare nella sconfitta per 3-0 subita contro il Qatar.

## Statistiche

### Presenze e reti nei club
Statistiche aggiornate al 16 giugno 2020.
| Stagione                | Club                    | Campionato              | Campionato | Campionato | Coppe nazionali | Coppe nazionali | Coppe nazionali | Coppe continentali | Coppe continentali | Coppe continentali | Supercoppe | Supercoppe | Supercoppe | Totale | Totale |
| Stagione                | Club                    | Comp                    | Pres       | Reti       | Comp            | Pres            | Reti            | Comp               | Pres               | Reti               | Comp       | Pres       | Reti       | Pres   | Reti   |
| ----------------------- | ----------------------- | ----------------------- | ---------- | ---------- | --------------- | --------------- | --------------- | ------------------ | ------------------ | ------------------ | ---------- | ---------- | ---------- | ------ | ------ |
| 2011                    | Flora Tallinn II        | EL                      | 17         | 2          | -               | -               | -               | -                  | -                  | -                  | -          | -          | -          | 17     | 2      |
| 2012                    | Flora Tallinn II        | EL                      | 21         | 3          | -               | -               | -               | -                  | -                  | -                  | -          | -          | -          | 21     | 3      |
| 2013                    | Flora Tallinn II        | EL                      | 17         | 0          | -               | -               | -               | -                  | -                  | -                  | -          | -          | -          | 17     | 0      |
| 2014                    | Flora Tallinn II        | EL                      | 3          | 0          | -               | -               | -               | -                  | -                  | -                  | -          | -          | -          | 3      | 0      |
| 2015                    | Flora Tallinn II        | EL                      | 2          | 0          | -               | -               | -               | -                  | -                  | -                  | -          | -          | -          | 2      | 0      |
| 2016                    | Flora Tallinn II        | EL                      | 4          | 0          | -               | -               | -               | -                  | -                  | -                  | -          | -          | -          | 4      | 0      |
| Totale Flora Tallinn II | Totale Flora Tallinn II | Totale Flora Tallinn II | 64         | 5          |                 | -               | -               |                    | -                  | -                  |            | -          | -          | 64     | 5      |
| 2012                    | Flora Tallinn           | ML                      | 0          | 0          | CE              | 2               | 0               | UCL                | 0                  | 0                  | SE         | 0          | 0          | 2      | 0      |
| 2013                    | Flora Tallinn           | ML                      | 16         | 1          | CE              | 1               | 0               | UEL                | 0                  | 0                  | SE         | 0          | 0          | 2      | 0      |
| 2014                    | Flora Tallinn           | ML                      | 28         | 0          | CE              | 1               | 0               | -                  | -                  | -                  | SE         | 1          | 0          | 30     | 0      |
| 2015                    | Flora Tallinn           | ML                      | 7          | 1          | CE              | 1               | 0               | UEL                | 0                  | 0                  | -          | -          | -          | 8      | 1      |
| 2016                    | Flora Tallinn           | ML                      | 30         | 1          | CE              | 1               | 0               | UCL                | 2                  | 0                  | SE         | 1          | 0          | 34     | 1      |
| 2017                    | Flora Tallinn           | ML                      | 32         | 9          | CE              | 1               | 1               | UEL                | 2                  | 0                  | SE         | 1          | 0          | 36     | 10     |
| Totale Flora Tallinn    | Totale Flora Tallinn    | Totale Flora Tallinn    | 113        | 12         |                 | 7               | 1               |                    | 4                  | 0                  |            | 3          | 0          | 127    | 13     |
| 2018                    | Kristiansund            | ES                      | 15         | 0          | CN              | 3               | 0               | -                  | -                  | -                  | -          | -          | -          | 18     | 0      |
| gen.-lug. 2019          | Kristiansund            | ES                      | 0          | 0          | CN              | 1               | 0               | -                  | -                  | -                  | -          | -          | -          | 1      | 0      |
| Totale Kristiansund     | Totale Kristiansund     | Totale Kristiansund     | 15         | 0          |                 | 4               | 0               |                    | -                  | -                  |            | -          | -          | 19     | 0      |
| lug.-dic. 2019          | Lahti                   | VL                      | 9          | 0          | CF              | -               | -               | -                  | -                  | -                  | -          | -          | -          | 9      | 0      |
| 2020                    | Levadia Tallinn         | ML                      | 0          | 0          | CE              | 0               | 0               | -                  | -                  | -                  | -          | -          | -          | 0      | 0      |
| Totale                  | Totale                  | Totale                  | 201        | 17         |                 | 11              | 1               |                    | 4                  | 0                  |            | 3          | 0          | 219    | 18     |

### Cronologia presenze e reti in nazionale
| Cronologia completa delle presenze e delle reti in nazionale ― Estonia | Cronologia completa delle presenze e delle reti in nazionale ― Estonia | Cronologia completa delle presenze e delle reti in nazionale ― Estonia | Cronologia completa delle presenze e delle reti in nazionale ― Estonia | Cronologia completa delle presenze e delle reti in nazionale ― Estonia | Cronologia completa delle presenze e delle reti in nazionale ― Estonia | Cronologia completa delle presenze e delle reti in nazionale ― Estonia | Cronologia completa delle presenze e delle reti in nazionale ― Estonia |
| Data                                                                   | Città                                                                  | In casa                                                                | Risultato                                                              | Ospiti                                                                 | Competizione                                                           | Reti                                                                   | Note                                                                   |
| ---------------------------------------------------------------------- | ---------------------------------------------------------------------- | ---------------------------------------------------------------------- | ---------------------------------------------------------------------- | ---------------------------------------------------------------------- | ---------------------------------------------------------------------- | ---------------------------------------------------------------------- | ---------------------------------------------------------------------- |
| 27-12-2014                                                             | Doha                                                                   | Qatar                                                                  | 3 – 0                                                                  | Estonia                                                                | Amichevole                                                             | -                                                                      | 46’                                                                    |
| 19-11-2016                                                             | Basseterre                                                             | Saint Kitts e Nevis                                                    | 1 – 1                                                                  | Estonia                                                                | Amichevole                                                             | -                                                                      |                                                                        |
| 12-6-2017                                                              | Riga                                                                   | Lettonia                                                               | 1 – 2                                                                  | Estonia                                                                | Amichevole                                                             | -                                                                      | 81’                                                                    |
| 9-11-2017                                                              | Helsinki                                                               | Finlandia                                                              | 3 – 0                                                                  | Estonia                                                                | Amichevole                                                             | -                                                                      | 60’                                                                    |
| 12-11-2017                                                             | Ta' Qali                                                               | Malta                                                                  | 0 – 3                                                                  | Estonia                                                                | Amichevole                                                             | -                                                                      | 83’                                                                    |
| 19-11-2017                                                             | Suva                                                                   | Figi                                                                   | 0 – 2                                                                  | Estonia                                                                | Amichevole                                                             | -                                                                      | 85’                                                                    |
| 23-11-2017                                                             | Port Vila                                                              | Vanuatu                                                                | 0 – 1                                                                  | Estonia                                                                | Amichevole                                                             | -                                                                      |                                                                        |
| 27-3-2018                                                              | Tbilisi                                                                | Georgia                                                                | 2 – 0                                                                  | Estonia                                                                | Amichevole                                                             | -                                                                      | 71’                                                                    |
| 2-6-2018                                                               | Rīga                                                                   | Lettonia                                                               | 1 – 0                                                                  | Estonia                                                                | Coppa del Baltico 2018                                                 | -                                                                      | 46’                                                                    |
| 18-11-2018                                                             | Atene                                                                  | Grecia                                                                 | 0 – 1                                                                  | Estonia                                                                | UEFA Nations League 2018-2019 - 1º turno                               | -                                                                      | 68’                                                                    |
| 11-1-2019                                                              | Doha                                                                   | Estonia                                                                | 2 – 1                                                                  | Finlandia                                                              | Amichevole                                                             | -                                                                      | 46’                                                                    |
| 26-3-2019                                                              | Gibilterra                                                             | Gibilterra                                                             | 0 – 1                                                                  | Estonia                                                                | Amichevole                                                             | -                                                                      |                                                                        |
| Totale                                                                 |                                                                        | Presenze                                                               | 13                                                                     |                                                                        | Reti                                                                   | 0                                                                      |                                                                        |

## Palmarès

### Club

#### Competizioni nazionali
- Coppa d'Estonia: 3

Flora Tallinn: 2012-2013, 2015-2016
Levadia Tallinn: 2023-2024
- Supercoppa d'Estonia: 3

Flora Tallinn: 2014, 2016
Levadia Tallinn: 2025
- Campionato estone: 4

Flora Tallinn: 2015, 2017
Levadia Tallinn: 2021, 2024